# تين أشقر
تين أشقر (الاسم العلمي:Ficus aurata) هو نوع من النباتات يتبع جنس التين من الفصيلة التوتية.